# 사미 케디라
사미 케디라(독일어: Sami Khedira ˈsaːmiː xeˈdiːʁaː[*], 1987년 4월 4일~)는 독일의 은퇴한 축구 선수로, 중앙 미드필더였다.
그는 슈투트가르트에서 데뷔하여 2007년에 분데스리가 우승을 거두었고, 2010년에 레알 마드리드로 이적했다. 스페인에서의 5시즌 간, 그는 7개의 국내 및 국제 대회 우승을 거두었는데, 2014년에는 UEFA 챔피언스리그 우승도 거두었다. 2015년, 그는 이탈리아의 유벤투스로 자유 이적해, 이적 첫 시즌에 세리에 A 우승도 거두었다.
2009년을 기점으로 독일 성인 국가대표로 활약한 케디라는 50경기 넘게 국가대표로 활약했다. 그는 2010년 FIFA 월드컵과 2012년, 2016년 UEFA 유럽 축구 선수권 대회의 준결승행 주역이며, 2014년 FIFA 월드컵 우승도 거두었었다.

## 구단 경력

### 슈투트가르트
1995년에 슈투트가르트 유소년 아카데미에 합류하기 전, 그는 외핑엔 소속이었다. 2006-07 시즌의 첫 달, 그는 아르민 페 1군 감독에 의해 분데스리가 경기에 차출되었다. 그의 첫 경기는 2006년 10월 1일, 헤르타 BSC전으로, 그는 2-2로 비긴 이 원정 경기에서 안토니우 다 시우바와 교체로 들어가 첫 경기를 치렀다. 10월 29일, 샬케 04와 벌인 고틀리브-다임러-경기장 안방 경기에서 처음으로 두 골을 넣어 3-0 승리에 일조했다. 2007년 1월 29일, 그는 2009년 6월까지 유효한 구단과의 첫 계약서에 서명했다. 5월 19일, 케디라는 에네르기 콧부스와의 최종전에 나서 슈바브인 (Die Schwaben)의 결승골을 넣어 2-1 승리에 일조했고, 구단은 15년만에 처음으로 리그 우승을 차지했다.
2008년 7월 9일, 그는 2011년 여름까지 계약을 연장했다. 그 다음 시즌, 그는 개인 단일 시즌 최다인 7골을 27경기에서 기록했는데, 그 중에 12월 13일 바이에른 뮌헨 원정 경기에서는 2골을 넣어 2-2 무승부를 돕기도 했다.

### 레알 마드리드

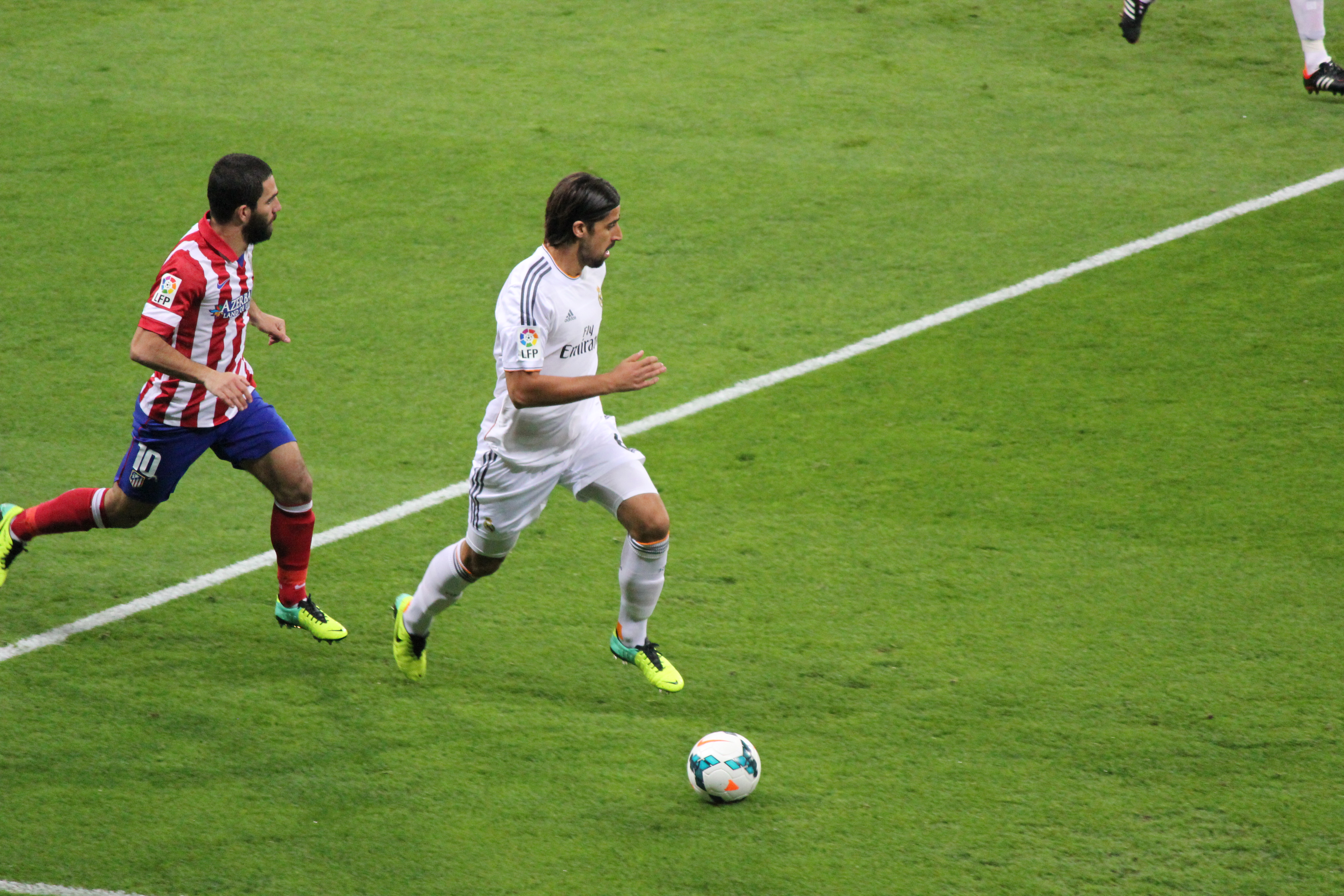
2013년 9월, 마드리드 더비 경기에서 아틀레티코 마드리드의 아르다 투란을 제치는 케디라.

2010년 7월 30일, 케디라는 비공개 이적료로 레알 마드리드에 입단하였고, 2015년까지 유효한 계약서에 서명했다. 케디라는 8월 13일, 바이에른 뮌헨과의 프란츠-베켄바워-컵 친선경기에서 데뷔전을 펼쳤고, 레알 마드리드가 승부차기 끝에 4-2로 이겼다. 리그 데뷔전은 16일 뒤에 치렀는데, 마요르카를 상대로 적지에서 득점 없이 비겼다. 그는 스페인 무대 첫 시즌에 모든 대회를 통틀어 40경기를 뛰었고, 2011년 4월 20일, 바르셀로나와의 코파 델 레이 고전 더비 결승전에서 무찌르고 첫 우승을 맛보았다.
2011년 10월 18일, 리옹과의 UEFA 챔피언스리그 경기에서 레알 마드리드 소속으로는 처음으로 주요 대회 득점을 올렸다. 그는 말라가와의 코파 델 레이 경기에서 대회 첫 골을 넣어 레알 마드리드가 안방에서 0-2로 밀리다가 3-2로 역전할 수 있게 도왔고, 5-0 대승을 거둔 에스파뇰과의 경기에서는 첫 리그전 골을 기록했다.
2012년 4월 21일, 케디라는 바르셀로나를 상대로 자신의 리그 2호골을 기록했다. 이 골은 레알 마드리드의 리그 108호 골이었고, 종전에 1989-90 시즌에 세운 라 리가 최다 득점 기록인 107골을 넘어섰다.

### 유벤투스
2015년 6월 9일, 이탈리아의 유벤투스는 자유 이적으로 4년 계약에 합의를 보고 입단했다고 발표했다. 이 이적은 7월 1일, 2015-16 시즌의 시작과 함께 성사되었다.
8월 1일, 케디라는 마르세유와 시즌 전 친선전을 시작한 지 25분 만에 힘줄 부상으로 들것에 실려나갔고, 라치오와의 그 다음 주 수페르코파 이탈리아나 경기에 참가하지 못했다. 이틀 후, 유벤투스는 케디라의 오른쪽 허벅지 근육이 찢어진 것을 확인했고, 그가 두 달 동안 활동하지 못할 것으로 예상했다. 그는 9월 30일에 현장에 복귀했는데, 케디라는 2-0으로 이긴 세비야와의 UEFA 챔피언스리그 조별 리그 경기에 선발로 출전했다. 10월 4일, 케디라는 볼로냐와의 안방 경기에서 세리에 A 데뷔전을 선발로 치러 63분 쐐기골을 기록했다.
2016년 3월 20일, 케디라는 4-1로 이긴 토리노와의 토리노 더비 경기에서 리그 4호골을 추가했지만, 이후 같은 경기에서 반칙으로 즉시 퇴장당했다.
8월 20일, 2016-17 시즌을 2-1로 이긴 피오렌티나와의 경기에서 첫 골을 기록하는 것으로 시작했다. 한 주 후, 그는 라치오와의 리그 원정 경기에서 1-0 결승골의 주인공이 되었다.

### 헤르타 BSC
2021년 2월 1일 헤르타 BSC에 입단하여 분데스리가에 복귀하였다.
2021년 5월 19일 시즌 종료 후 은퇴를 발표했다.

## 국가대표팀 경력

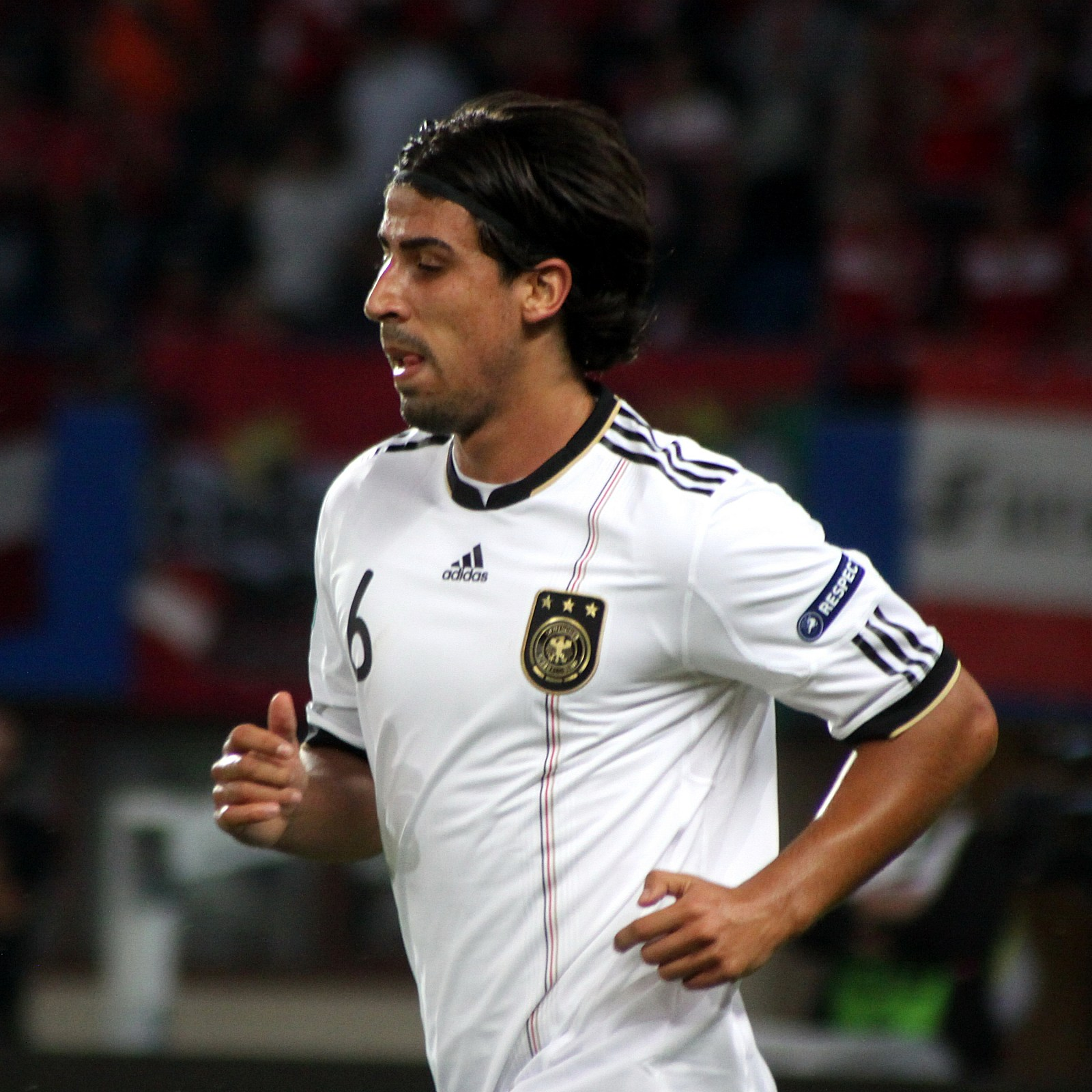
2011년, 독일 국가대표팀의 케디라

### 청소년 국가대표팀과 첫 출전
케디라는 독일 청소년 국가대표팀 일원으로 여러 연령대에 30차례의 경기에 출전하였으며, 2009년 UEFA U-21 축구 선수권 대회에서는 독일 U-21 대표팀의 주장으로 참가했으며, 잉글랜드와의 결승전에서의 4-0 승리로 이끌었다.
2009년 9월 5일, 케디라는 남아프리카 공화국과의 친선경기에서 성인 대표팀 첫 경기를 치렀다. 그는 경기 73분에 지몬 롤페스와 교체로 들어갔었다.

### 2010년 FIFA 월드컵
그는 요아힘 뢰프 감독에 의해 남아프리카 공화국에서 열린 2010년 FIFA 월드컵에 독일 대표로 차출되었다. 그는 부상당한 미하엘 발라크를 대신해 중앙 미드필더로 배치되어 7경기를 모두 출전하였으며, 두 번만 교체되었다. FIFA 월드컵을 앞두고 5차례의 친선경기에 참가한 후, 그는 오스트레일리아와의 독일 첫 조별 리그 경기에 출전했다. 2010년 7월 10일, 그는 우루과이와의 대회 3위 결정전에서 성인 국가대표팀 경기 첫 득점이자, 독일의 대회 16번째이며 마지막 골을 기록했다. 이 결승골은 경기 종료 8분을 앞두고 터졌고, 3-2로 이겨 젊은 독일 국가대표팀의 3위에 일조했다.

### UEFA 유로 2012
케디라는 UEFA 유로 2012의 예선전 경기에 8경기 선발로 나서, 독일의 예선 조 10전전승의 기록에 공헌했다. 그는 본선에서도 준결승전까지 선발로 나서 끝까지 뛰었고, 그리스와의 PGE 아레나 그단스크에서의 8강 일전에서는 득점도 기록해 4-2 승리에 일조했으며, 대회의 팀 일원으로도 선정되었다.

### 2014년 FIFA 월드컵

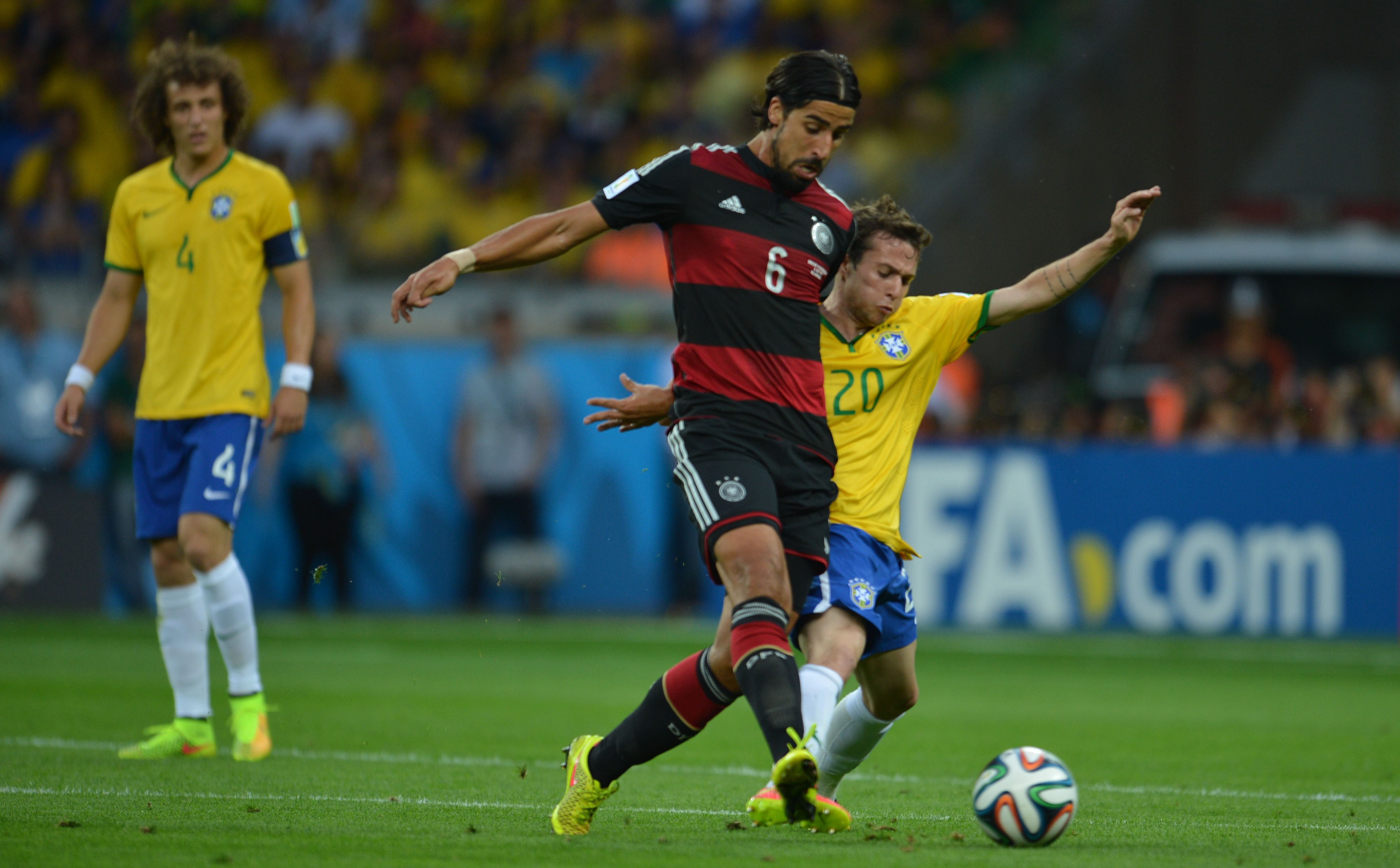
2014년 FIFA 월드컵에서 베르나르드를 상대하는 케디라

케디라는 2013년 11월 15일, 이탈리아와의 친선경기에서 오른쪽 무릎의 전방 십자 인대가 파열되는 부상을 당했고, 거의 6개월 간 출장하지 못할 것으로 예상되었고, 2014년 FIFA 월드컵 본선 참가 여부에도 비상이 걸렸다. 그러나, 그는 제때에 회복되어 독일의 본선 선수단 일원으로 승선했고, 포르투갈과의 대표팀 첫 경기에 출전해 4-0 승리를 도왔다. 7월 8일, 그는 브라질과의 준결승전에서 독일의 5번째 골을 기록해 7-1 승리에 일조했다. 그는 아르헨티나와의 결승전을 앞두고 몸을 풀던 도중 부상을 당해 크리스토프 크라머가 그를 대신했지만, 독일은 연장전 끝에 1-0으로 이기고 우승을 차지했다.

### UEFA 유로 2016
케디라는 요아힘 뢰프에 의해 UEFA 유로 2016의 독일 대표팀 23인 명단에 이름을 올렸다. 7월 2일, 그는 이탈리아와의 8강전에서 전반에 부상으로 나갔고, 남은 대회 경기에 못나갔다. 독일은 연장전 끝에 1-1로 비긴 후, 승부차기에서 6-5로 이겼다. 지난 대회와 마찬가지로, 독일은 준결승전에서 또다시 발목을 잡혔는데, 7월 7일에 개최국 프랑스에게 0-2로 패했다.

## 경기 성향
케디라는 그와 같은 부문의 선수들 중 최고의 선수로 손꼽히며, 케디라는 역동적이며 다재다능한 미드필더로 여겨지며, 좋은 의식과 "흠잡을 데 없는 공중 경합 능력"을 지니고 있어, 경기장을 넓게 효율적으로 활용할 수도 있고, 공을 회수해 재빠르게 공격을 전개할 수도 있다. 그는 머리로 정확하게 골로 이을 수 있으며, 강력한 중거리 슛을 쏘기도 한다. 물리적으로 힘이 좋고, 체력이 넘치며, 전술적으로 지적인 선수로, 그는 공을 따내는 능력, 일률, 시야, 그리고 탄탄한 기술과 믿음직한 패스 능력도 지니고 있어, 미드필더로 어느 역할이든지 수행할 수 있다. 비록, 중앙 미드필더로 기용되지만, 그는 강한 체력과 다재다능함을 바탕이나 수비형 미드필더나 구역간 미드필더로도 수행 가능하다.

## 사생활
케디라는 슈투트가르트 출신이다. 아버지는 튀니지인이며, 어머니는 독일인이다. 그의 남동생 라니는 1. FC 우니온 베를린 소속으로, 독일 U-19 국가대표 출전 경력이 있다.
케디라는 2011년 5월부터 독일 패션 모델 레나 게르츠케와 교제했다. 둘은 GQ지의 2012년 2월호 표지로 나왔다.

## 경력 통계

### 클럽
2021년 5월 22일 기준
| 클럽            | 시즌      | 리그              | 리그 | 리그 | 컵1  | 컵1 | 대륙2 | 대륙2 | 기타3 | 기타3 | 합계 | 합계 | 출            |
| 클럽            | 시즌      | 리그              | 출장 | 골   | 출장 | 골  | 출장  | 골    | 출장  | 골    | 출장 | 골   | 출            |
| --------------- | --------- | ----------------- | ---- | ---- | ---- | --- | ----- | ----- | ----- | ----- | ---- | ---- | ------------- |
| 슈투트가르트 II | 2004–05   | 남부 레기오날리가 | 5    | 0    | —    | —   | —     | —     | —     | —     | 5    | 0    | [ 41 ]        |
| 슈투트가르트 II | 2005–06   | 남부 레기오날리가 | 7    | 0    | —    | —   | —     | —     | —     | —     | 7    | 0    | [ 42 ]        |
| 슈투트가르트 II | 2006–07   | 남부 레기오날리가 | 9    | 1    | —    | —   | —     | —     | —     | —     | 9    | 1    | [ 43 ]        |
| 슈투트가르트 II | 합계      | 합계              | 21   | 1    | —    | —   | —     | —     | —     | —     | 21   | 1    | —             |
| 슈투트가르트    | 2006–07   | 분데스리가        | 22   | 4    | 4    | 0   | —     | —     | —     | —     | 26   | 4    | [ 43 ]        |
| 슈투트가르트    | 2007–08   | 분데스리가        | 24   | 1    | 4    | 0   | 5     | 0     | 1     | 0     | 34   | 1    | [ 44 ] [ 45 ] |
| 슈투트가르트    | 2008–09   | 분데스리가        | 27   | 7    | 2    | 0   | 8     | 1     | —     | —     | 37   | 8    | [ 46 ] [ 47 ] |
| 슈투트가르트    | 2009–10   | 분데스리가        | 25   | 2    | 2    | 1   | 8     | 0     | —     | —     | 35   | 3    | [ 48 ]        |
| 슈투트가르트    | 합계      | 합계              | 98   | 14   | 12   | 1   | 21    | 1     | 1     | 0     | 132  | 16   | —             |
| 레알 마드리드   | 2010–11   | 라 리가           | 25   | 0    | 7    | 0   | 8     | 0     | —     | —     | 40   | 0    | [ 49 ]        |
| 레알 마드리드   | 2011–12   | 라 리가           | 28   | 2    | 4    | 1   | 8     | 1     | 2     | 0     | 42   | 4    | [ 49 ]        |
| 레알 마드리드   | 2012–13   | 라 리가           | 25   | 3    | 6    | 1   | 11    | 0     | 2     | 0     | 44   | 4    | [ 49 ]        |
| 레알 마드리드   | 2013–14   | 라 리가           | 13   | 1    | 0    | 0   | 5     | 0     | —     | —     | 18   | 1    | [ 49 ]        |
| 레알 마드리드   | 2014–15   | 라 리가           | 11   | 0    | 3    | 0   | 2     | 0     | 1     | 0     | 17   | 0    | [ 49 ]        |
| 레알 마드리드   | 합계      | 합계              | 102  | 6    | 20   | 2   | 34    | 1     | 5     | 0     | 161  | 9    | —             |
| 유벤투스        | 2015–16   | 세리에 A          | 20   | 5    | 1    | 0   | 4     | 0     | 0     | 0     | 25   | 5    | [ 49 ]        |
| 유벤투스        | 2016–17   | 세리에 A          | 31   | 5    | 3    | 0   | 11    | 0     | 1     | 0     | 46   | 5    | [ 49 ]        |
| 유벤투스        | 2017-18   | 세리에 A          | 26   | 9    | 4    | 0   | 8     | 0     | 1     | 0     | 39   | 9    |               |
| 유벤투스        | 2018-19   | 세리에 A          | 10   | 2    | 2    | 0   | 4     | 0     | 1     | 0     | 17   | 2    |               |
| 유벤투스        | 2019-20   | 세리에 A          | 12   | 0    | 1    | 0   | 5     | 0     | 0     | 0     | 18   | 0    |               |
| 유벤투스        | 합계      | 합계              | 99   | 21   | 11   | 0   | 32    | 0     | 3     | 0     | 145  | 21   | —             |
| 헤르타 베를린   | 2020-21   | 분데스리가        | 9    | 0    | -    | -   | -     | -     | -     | -     | 9    | 0    |               |
| 경력 합계       | 경력 합계 | 경력 합계         | 329  | 42   | 43   | 3   | 87    | 2     | 9     | 0     | 468  | 47   | —             |

- 1.^ DFB-포칼, 코파 델 레이, 및 코파 이탈리아 경기 포함
- 2.^ UEFA 챔피언스리그, UEFA 유로파리그 / UEFA컵, 및 UEFA 인터토토컵 경기 포함.
- 3.^ DFB-리가포칼, 수페르코파 데 에스파냐, UEFA 슈퍼컵, 및 FIFA 클럽 월드컵 경기 포함.

### 국가대표팀
2018년 6월 27일 기준
| 독일 국가대표팀 | 독일 국가대표팀 | 독일 국가대표팀 |
| 연도            | 출장            | 골              |
| --------------- | --------------- | --------------- |
| 2009            | 1               | 0               |
| 2010            | 16              | 1               |
| 2011            | 7               | 0               |
| 2012            | 12              | 1               |
| 2013            | 8               | 2               |
| 2014            | 9               | 1               |
| 2015            | 4               | 0               |
| 2016            | 12              | 2               |
| 2017            | 3               | 0               |
| 2018            | 5               | 0               |
| 합계            | 77              | 7               |

### 국가대표팀 득점 기록
아래의 점수에서 왼쪽의 점수가 독일의 점수이다.
| #  | 일정             | 장소                                                     | 상대       | 득점 | 결과 | 대회                      |
| -- | ---------------- | -------------------------------------------------------- | ---------- | ---- | ---- | ------------------------- |
| 1. | 2010년 7월 10일  | 남아프리카 공화국, 포트엘리자베스, 넬슨만델라베이 경기장 | 우루과이   | 3–2  | 3–2  | 2010년 FIFA 월드컵        |
| 2. | 2012년 6월 23일  | 폴란드, 그단스크, PGE 아레나 그단스크                    | 그리스     | 2–1  | 4–2  | UEFA 유로 2012            |
| 3. | 2013년 2월 6일   | 프랑스, 파리, 파르크 데 프랭스                           | 프랑스     | 2-1  | 2-1  | 친선경기                  |
| 4. | 2013년 10월 11일 | 독일, 쾰른, 라인 에네르기 슈타디온                       | 아일랜드   | 1–0  | 3–0  | 2014년 FIFA 월드컵 예선전 |
| 5. | 2014년 7월 8일   | 브라질, 벨루 오리존치, 미네이랑                          | 브라질     | 5–0  | 7–1  | 2014년 FIFA 월드컵        |
| 6. | 2016년 10월 11일 | 독일, 하노버, 니더작센슈타디온                           | 북아일랜드 | 2–0  | 2–0  | 2018년 FIFA 월드컵 예선전 |
| 7. | 2016년 11월 11일 | 산마리노, 세라발레, 산마리노 경기장                      | 산마리노   | 1–0  | 8–0  | 2018년 FIFA 월드컵 예선전 |

## 수상

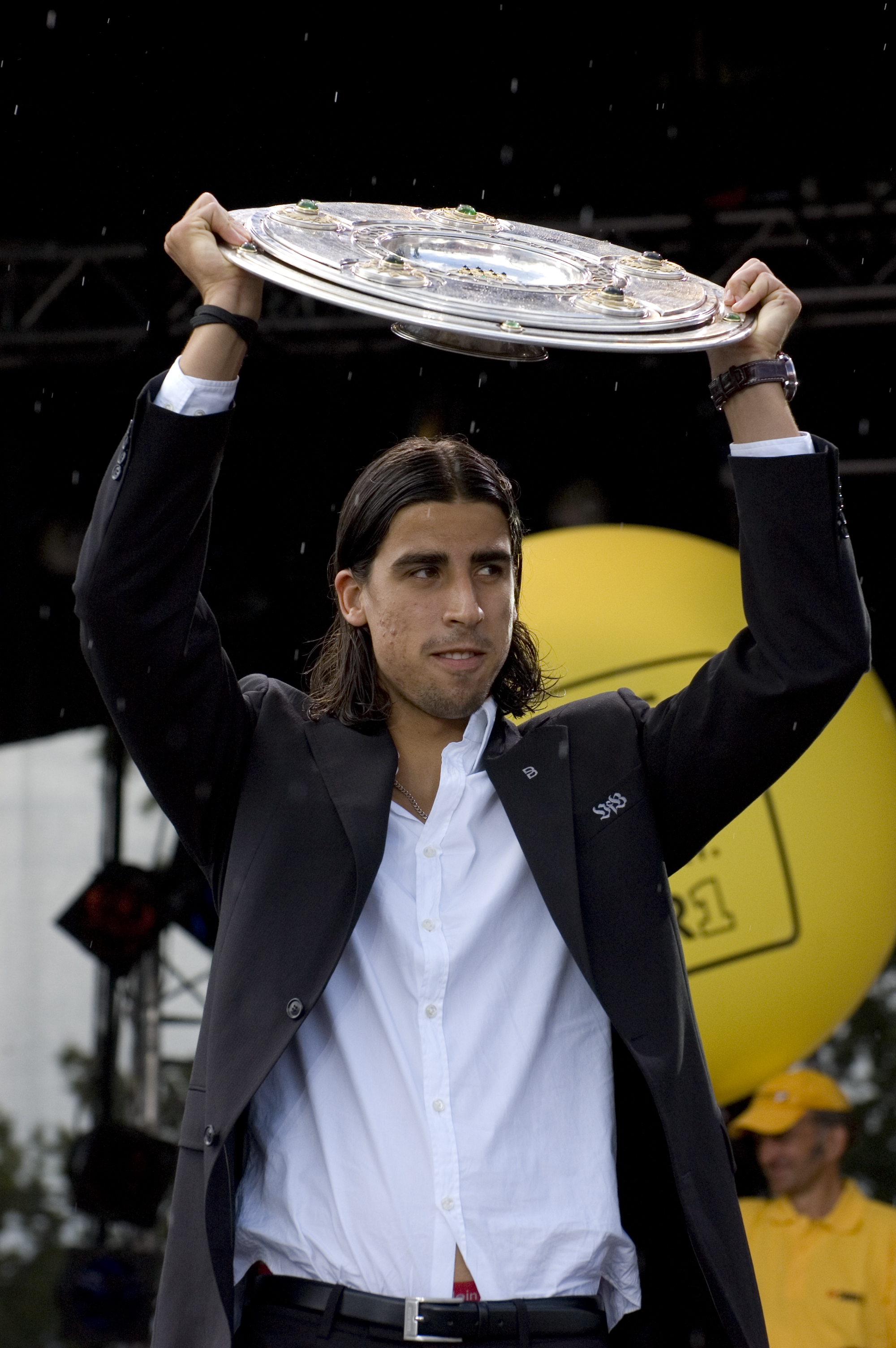
2007년, 슈투트가르트에서 분데스리가 우승을 자축하는 케디라

#### VfB 슈투트가르트[40]
- 분데스리가: 2006–07[51]

#### 레알 마드리드[40]
- 라리가: 2011–12[51]
- 국왕컵: 2010–11, 2013–14
- 수페르코파 데 에스파냐: 2012
- UEFA 챔피언스리그: 2013–14[52]
- UEFA 슈퍼컵 : 2014
- FIFA 클럽 월드컵 : 2014

#### 유벤투스[40]
- 세리에 A: 2015–16, 2016–17, 2017–18, 2018–19, 2019–20
- 코파 이탈리아: 2015–16, 2016-17, 2017-18
- 수페르코파 이탈리아나 : 2018

#### 독일[40]
- FIFA 월드컵 : 2014
- UEFA U-21 유로 : 2009[53]

### 개인
- 바덴뷔르템베르크 명예 훈장: 2016[54]
- UEFA 유럽 축구 선수권 대회의 팀: 2012[55]